# Acrosorus nudicarpus
Acrosorus nudicarpus är en stensöteväxtart som beskrevs 1981 av Prescillano Zamora, med flera. Arten ingår i släktet Acrosorus och familjen Polypodiaceae. Inga underarter finns listade.